# ای‌آرای رابینسون (پی-۴۵)
ای‌آرای رابینسون (پی-۴۵) (به انگلیسی: ARA Robinson (P-45)) یک کشتی است که طول آن ۹۱٫۲ متر (۲۹۹ فوت) می‌باشد. این کشتی در سال ۱۹۸۴ ساخته شد.